# Bryophytina
Sous-division
Les Bryophytina sont une sous-division de plantes de la division des Bryophyta (les mousses).

## Liste des classes
Selon BioLib (25 mai 2021) :
- Bryopsida Rothm.
- Oedipodiopsida Goffinet et W.R. Buck
- Polytrichopsida Doweld
- Tetraphidopsida Goffinet et W.R. Buck

Selon Tropicos (25 mai 2021) :
- Archidiopsida Pócs, Növénytan 2 203, 1968
- Bryopsida Pax Lehrb. Bot., ed. 11 220, 1900
- Bryopsida McClatchie Proc. S. Calif. Acad. Sci. 1: 343, 1897
- Heinrichsiella Bippus, Savoretti, Escapa, García Massini & Guido Int. J. Pl. Sci. 180(8): 884, 2019
- Oedipodiopsida Goffinet & W.R. Buck Monogr. Syst. Bot. Missouri Bot. Gard. 98: 232, 2004
- Polytrichopsida Doweld Prosyllab. Tracheophyt. i, 2001
- Tetraphidopsida Goffinet & W.R. Buck Monogr. Syst. Bot. Missouri Bot. Gard. 98: 232, 2004